# شاپور بن سهل گندیشاپوری

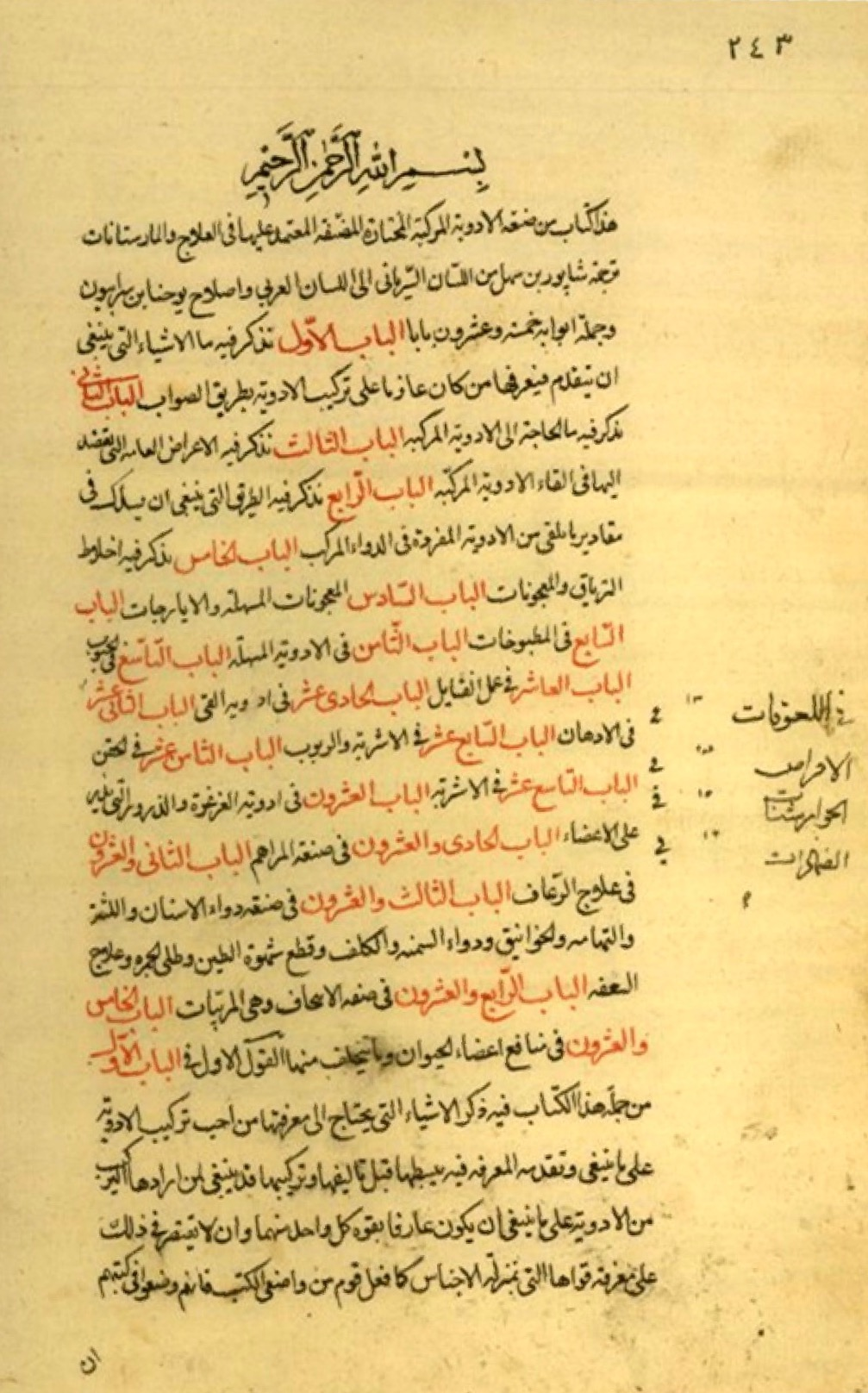
صفحه نخست کتاب القراباذین

شاپور بن سهل گندیشاپوری دانشمند داروساز  ایرانی مسیحی مذهب بود که در نیمهٔ دوم سده سوم هجری در گندیشاپور زندگی می‌کرد. وی به قولی صاحب بیمارستان گندیشاپور بود. شاپور بن سهل کتاب مشهوری به نام کتاب القراباذین نوشت که در اواخر سده سوم و تمام سده چهارم و پنجم و قسمتی از سده ششم در داروفروشی‌ها و بیمارستان‌های بغداد استفاده می‌شد.
شاپور در ۳ دسامبر ۸۶۹ میلادی درگذشت.